# 遠藤豊
遠藤 豊（えんどう ゆたか、1925年3月25日 - 2001年3月26日）は、日本の教育者、自由の森学園の創設者。

## 人物・来歴
栃木県矢板市生まれ。1946年栃木師範学校（宇都宮大学）卒業、1947年に栃木県の中学の理科教師として教員生活をスタートさせる。栃木県矢板中学校・船生中学校教諭、宇都宮大学附属学校教官などを経て、1962年明星学園小中学校教諭。1975年明星学園小中学校校長。1985年自由の森学園を創立し、学園長となる。
2001年3月26日、心不全のため死去。

## 著書
- 『理科の新しい授業』（明治図書出版、新しい授業叢書） 1957
- 『理科教育の革命 実験・観察と認識の発達』（明治図書出版、教師の仕事） 1958
- 『理科の授業入門』（明治図書出版） 1961
- 『モスクワ20番学校の4か月 ソ連の民衆と教育』（国土社） 1968
- 『理想の教室自由の森学園 ここでだったら勉強できる!』（角川書店） 1985.12
- 『自由の森学園 その出発』（太郎次郎社） 1986.1

### 共編著
- 『ぼくらは科学者 4～6年生』（玉田泰太郎編著、小峰書店） 1964
- 『学校が生きかえるとき 上 (点数のない教育)』（編著、太郎次郎社） 1979.8
- 『学校が生きかえるとき 下 (明星教育の新しい展開)』（編著、太郎次郎社） 1979.11
- 『いま授業を変えなければ子どもは救われない』（林竹二共著、太郎次郎社） 1981.11
- 『授業がすべて 授業を変えれば子どもがよみがえる』（編、太郎次郎社） 1983.12
- 『学力モデルと授業の創造』（中内敏夫共編、日本標準、現代教育問題シリーズ） 1983.5
- 『自由の森学園・その教育 上巻 (人間の教育の形成と発展)』（編著、コスモヒルズ） 1995.12
- 『自由の森学園・その教育 下巻 (「自由への教育」の展開)』（編著、コスモヒルズ） 1995.12

## 翻訳
- 『初等物理入門 演習と課題』（ゾロトフ、明治図書出版） 1967